# NGC 3108
NGC 3108 é uma galáxia espiral (S0-a) localizada na direcção da constelação de Antlia. Possui uma declinação de -31° 40' 33" e uma ascensão recta de 10 horas, 02 minutos e 29,1 segundos.
A galáxia NGC 3108 foi descoberta em 28 de Janeiro de 1835 por John Herschel.